# Marsiho (Journal du FID 2004)
 (janvier 2009).
Améliorez-le ou discutez des points à vérifier. 
Marsiho (Journal du FID 2004) est le journal filmé de Gérard Courant réalisé pendant le Festival international du documentaire (FID) de Marseille en 2004. Ce film fait partie des Carnets filmés que le cinéaste tourne depuis les années 1970.

## Synopsis
À l'occasion du Festival International du Documentaire de Marseille 2004 où il montrait son film 24 Passions, Gérard Courant a tenu son journal filmé.
Les différentes séquences de cet épisode marseillais des Carnets filmés du cinéaste sont :
- Sa participation à la table ronde Les Gestes du Sport.
- Une exploration filmique de la rue Dragon où se trouve son hôtel.
- Une ausculatation filmique du Vieux-port.
- La présentation du théâtre la Criée où se déroule le Festival.
- La traversée du Vieux-port en ferry-boat.
- Le débat public qui a suivi la projection de 24 Passions de Gérard Courant.
- Des travellings en voiture dans le centre-ville de Marseille.
- Trois entretiens radiophoniques (deux pour Radio Grenouille et un pour RFI).

## Fiche technique
- Titre : Marsiho (Journal du FID 2004).
- Réalisation : Gérard Courant.
- Concept : Gérard Courant.
- Image : Gérard Courant.
- Son : Gérard Courant.
- Effets spéciaux : Les Archives de l'Art Cinématonique.
- Production : Les Amis de Cinématon, Les Archives l'Art Cinématonique, La Fondation Gérard Courant.
- Diffusion : Les Amis de Cinématon.
- Tournage : 3 au 5 juillet 2004 à Marseille (France).
- Genre : Journal filmé.
- Pays d'origine : France.
- Cadre : 1,36 ou 4/3.
- Procédé : couleur.
- Année : 2004.
- Durée : 2 heures 3 minutes.

## Interprétation
- Sylvain Coumoul
- Michel Hidalgo
- Jean-Pierre Jaud
- Laurent Carenzo
- Gérard Courant
- Cyril Neyrat
- Heike Hurst
- Jean Daviot
- Marc Voiry
- Marc Pataut
- Frédéric Cousin
- Pascal Messaoudi
- Jean-Pierre Rehm
- Olivier Pierre

## Autour du film
À signaler la présence de Michel Hidalgo, l'ancien sélectionneur de l'équipe de France de football qui participe à un colloque intitulé : Les Gestes du sport.
Marsiho (Journal du FID 2004) fait partie des Carnets filmés de Gérard Courant. C'est un travail proche à la fois du journal filmé chez un cinéaste et des carnets d'esquisses chez un peintre.